# 菲拉德爾菲亞 (托坎廷斯州)

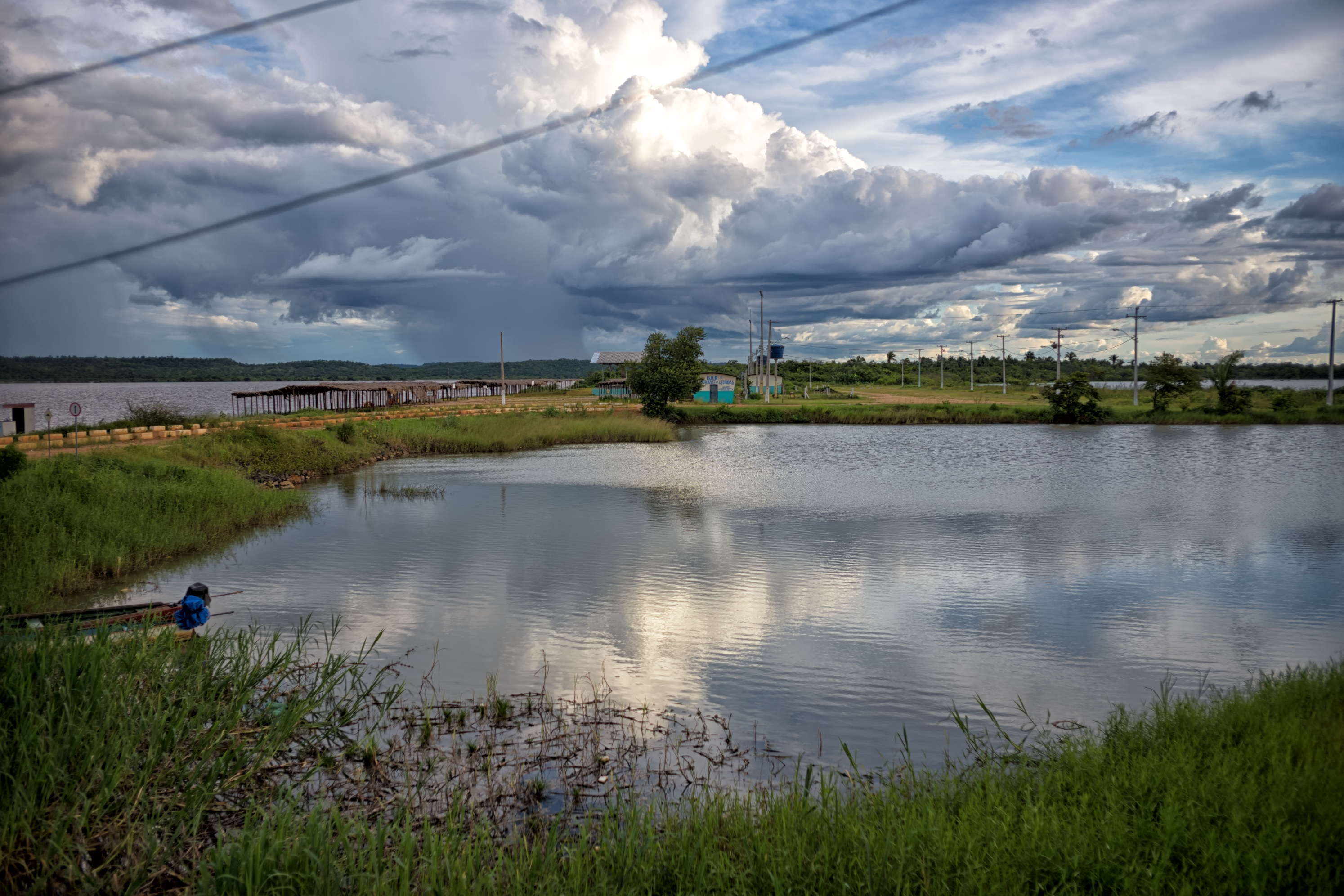
菲拉德爾菲亞

菲拉德爾菲亞（葡萄牙語：Filadélfia），是巴西的城鎮，位於該國東北部，由塞爾希培州負責管轄，始建於1951年，面積1,988平方公里，2010年人口8,800，人口密度每平方公里4.42人。